# Tout contre Léo
Tout contre Léo (tj. Všechno proti Léovi) je francouzský televizní film z roku 2002, který režíroval Christophe Honoré podle vlastního scénáře, kterým adaptoval svůj stejnojmenný román z roku 1996. Film popisuje osudy rodiny, ve které jeden ze synů onemocní AIDS.

## Děj
Marcelovi je 10 let a je nejmladší ze čtyř bratrů (Pierrot 17 let, Léo 19 let a Tristan 21 let) v rodině, která žije v Côtes-d'Armor. Jednoho večera je náhodným svědkem rozhovoru, kdy Léo sděluje svým rodičům a bratrům, že je HIV pozitivní. Všichni se dohodnou, že Léovu nemoc před Marcelem utají. Léo jede do Paříže, aby se setkal se svým bývalým přítelem Aymericem a Marcel jede s ním. Ubytují se v hotelu na Place de la Bastille a společně se procházejí Paříží. Prohlížejí si město z Červencového sloupu. Léo řekne Marcelovi o své nemoci, a že je gay a rozhodne se vysypat všechny své léky z mostu Mornay do Bassin de l'Arsenal. Setkání Léa s Aymericem nedopadne dobře. Aymeric se na Léa zlobí, že se s ním rozešel. Druhý den pošle Léo Marcela vlakem domů. Film končí Léovým pohřbem.

## Obsazení
| Yaniss Lespert   | Marcel                 |
| Pierre Mignard   | Léo                    |
| Marie Bunel      | matka                  |
| Dominic Gould    | otec                   |
| Rodolphe Pauly   | Tristan                |
| Jérémie Lippmann | Pierrot                |
| Louis Gonzales   | Yvan, Marcelův kamarád |
| Joana Preiss     | Yvanova matka          |
| Assaad Bouab     | Aymeric                |